# Froment-Zeichen
Das Froment-Zeichen, umgangssprachlich auch als Papierstreifentest bezeichnet, ist ein neurologisches Zeichen für eine Lähmung (Parese) des Ellennervs (Nervus ulnaris). 
Das Froment-Zeichen wird getestet, indem der Patient ein Blatt Papier oder einen anderen flachen Gegenstand zwischen Daumen und Zeigefinger so halten soll, dass der Untersucher das Papier nur schwer wegziehen kann. Bei einer Schädigung oder Läsion des Nervus ulnaris beziehungsweise einer Lähmung des Daumenadduktors (Musculus adductor pollicis) kommt es kompensatorisch zu einer Beugung im Daumenendgelenk anstatt einer Adduktion. Die Beugung kommt durch die Innervation des langen Daumenbeugers (Musculus flexor pollicis longus) durch den Mittelarmnerv (Nervus medianus) zustande.
Bei gleichzeitiger Lähmung des Nervus medianus fehlt das Zeichen. Ein positives Froment-Zeichen ist typisch für eine distale Lähmung des Nervus ulnaris unterhalb des Oberarms. Häufige Lokalisationen der Nervenläsionen sind die Ulnarisrinne (Sulcus ulnaris) im Bereich des Ellenbogengelenks sowie der Canalis ulnaris (Guyon-Loge). Die entsprechenden Krankheitsbilder werden als Ulnarisrinnen-Syndrom (Sulcus-ulnaris-Syndrom, SUS) beziehungsweise Loge-de-Guyon-Syndrom bezeichnet. Bei einer Ulnarislähmung auf ganzer Länge zwischen Oberarm und Handgelenk kommt es zur Ausbildung der charakteristischen Krallenhand als Zeichen der vollständigen Ulnarislähmung.
Das Froment-Zeichen ist abzugrenzen vom Froment-Manöver, mit dem ein Rigor diagnostiziert werden kann. Beide Untersuchungen gehen auf den französischen Neurologen Jules Froment zurück.